# تی‌ام‌اف
تی‌ام‌اف (انگلیسی: TMF) شرکت رسانه‌ای هلندی است، که در سال ۱۹۹۵ تأسیس شد.